# Aeroportul Harstad/Narvik
Aeroportul Harstad/Narvik (IATA: EVE, ICAO: ENEV) este un aeroport din Comuna Evenes, Nordland, Norvegia ce deservește zona Comuna Harstad. Aeroportul a fost tranzitat în 2022 de 794.106 pasageri. A fost deschis în 30 iunie 1973 și numit după zona deservită.
Situat la o altitudine de 26 m, aeroportul dispune de 1 pistă. Este operat de Avinor⁠(d).

## Infrastructură

### Piste
Aeroportul dispune de o singură pistă. Pista 17/35 are suprafața de asfalt și dimensiunile 2.808 m × 45 m. 